# Théophraste Renaudot
Théophraste Renaudot (Loudun, 1586 — Paris, 25 de outubro de 1653) foi um jornalista, médico e filantropo francês. Ele nasceu em 1586 em Loudun, na França, e foi o fundador da publicidade e da imprensa francesas. Renaudot foi o criador do Bureau d'adresse (1630) e da La Gazette, jornal hebdomadário (30 de maio de 1631), para publicar anúncios de recrutamento recebidos no escritório, além de atualidades.